# Accouchement naturel
 (avril 2009).

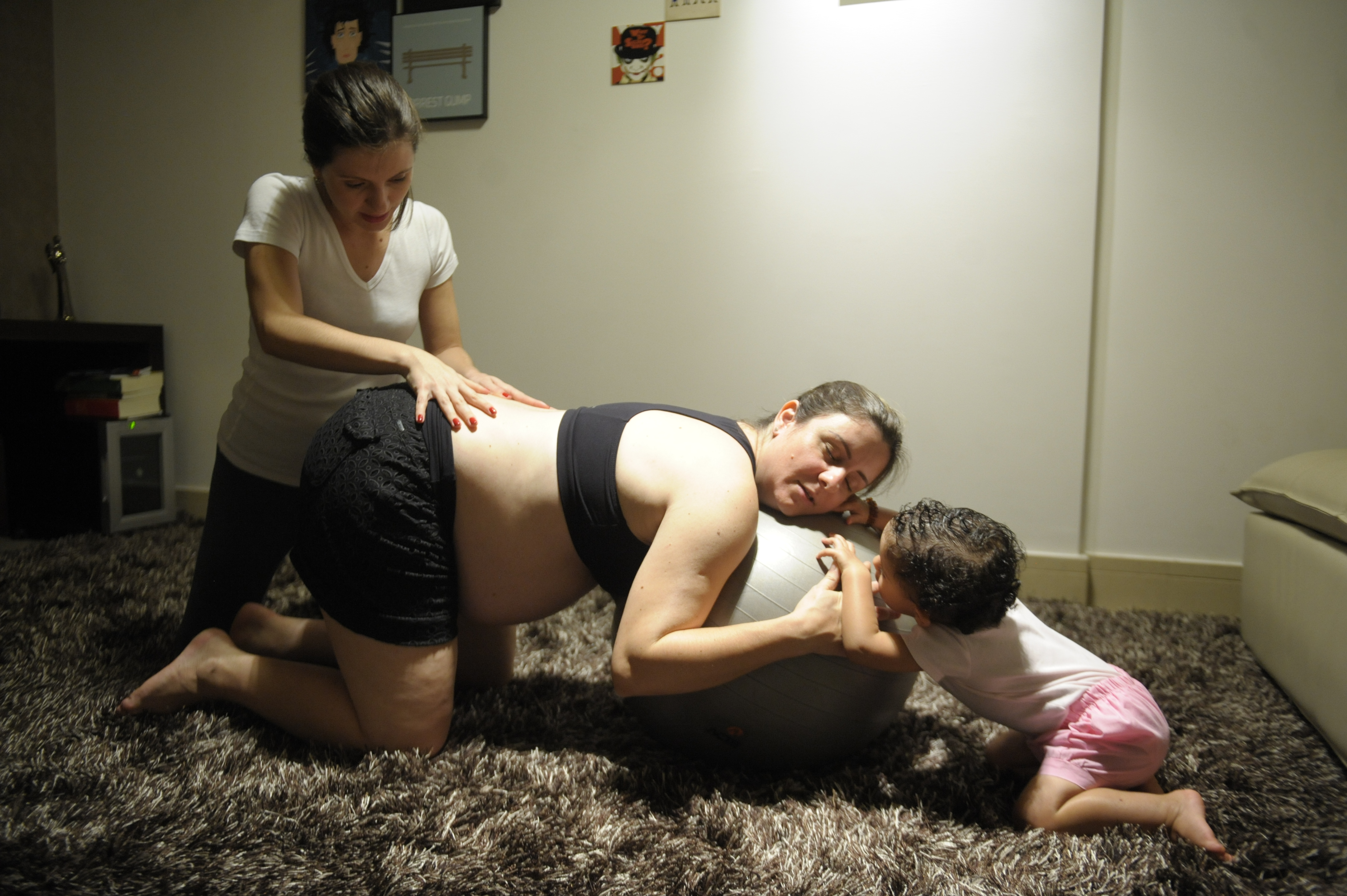
Sage femme qui aide une future mère pour un accouchement naturel

L’accouchement naturel ou accouchement physiologique désigne le fait de donner naissance de façon aussi saine et aisée que possible, grâce aux facteurs qui favorisent le processus naturel et en éliminant les facteurs qui le contrarient. Au cœur du processus se trouve la nécessité d'une intimité et d'une confiance qui permettent une activité spontanée de la mère et la diffusion d'ocytocine nécessaire à l'enfantement ; tandis que la peur, le stress, les protocoles bloquent le processus et diffusent l'adrénaline, antagoniste de l'ocytocine.
Parmi les facteurs favorisant un accouchement naturel sont souvent cités :
- situation d'intimité et de confiance (ou sentiment de sécurité)
- pas d'observateur, ou une seule personne de confiance (parfois dans une autre pièce)
- éclairage tamisé, pas de bruit
- liberté de mouvement et de posture de la mère
- pas d'intervention extérieure, sauf demandée par la mère
- pas de parole abstraite (encore moins de commandement ou critique)
- pas d'acte médical non nécessaire (et prouvé ou recommandé par les études de l'OMS)
- contact et échange entre la mère et le nouveau-né
- pas de séparation non nécessaire

## Histoire
Avant le milieu des années 1900 dans les pays développés, la majorité des femmes accouchent à domicile. La naissance est en général assistée par une sage-femme, le médecin de la famille ou des membres de sexe féminin de la famille. Au milieu des années 1900, sous l'impulsion du développement des moyens hospitaliers, davantage de femmes se rendent à l’hôpital ou dans des maternités pour y accoucher. En France, les classes moyennes sont particulièrement ouvertes à la médicalisation de l’accouchement.
Dans les années 1930, l’obstétricien Grantly Dick-Read fait apparaître la notion d'accouchement naturel en publiant un livre intitulé Natural Childbirth (Accouchement Naturel), qui sera suivi par le livre Childbirth without Fear (Accouchement sans peur) en 1942.
Dans les débuts des années 1940, des professionnels de l'obstétrique proposent des alternatives aux procédures conventionnelles de sécurisation du déroulement des accouchements en milieu hospitalier. Les médecins Michel Odent et Frédérick Leboyer et les sages-femmes, telles que Ina May Gaskin, furent les avant-gardistes des maisons de naissance, de l’accouchement dans l'eau et des accouchements à domicile.
À partir des années 1960, des femmes décident elles-mêmes des circonstances de l'accouchement naturel qu'elles souhaitent vivre. Ainsi, apparaît dans les pays développés le courant de l'accouchement non assisté. 
L'accouchement en plateau technique ou en maternités devient l'objet d'une intervention médicale répondant à un besoin de sécurisation du processus (normes d'hygiène, facilité de moyens en cas de complication per-partum) en corollaire du développement des techniques obstétricales (gestion de la douleur notamment).
Des recherches ont montré qu'un accouchement peu médicalisé assisté par une sage-femme fournit une sécurité similaire à un accouchement en milieu hospitalier nécessitant peu d'intervention, à l'exception d'un faible pourcentage de cas à hauts risques.
De nos jours, l'accouchement naturel est enseigné à travers une diversité de préparations à l'accouchement, de livres et de vidéos.

## Fondements scientifiques et physiologiques
Les techniques d'accouchement naturel ont comme objectif de maximaliser la physiologie naturelle de l’accouchement et du mouvement naturel de la femme parturiente en bonne santé et bien portante.
Pour la mère, les techniques d'accouchement naturel ont comme objectif d'augmenter la probabilité d’une période postnatale plus saine et d'un rétablissement plus facile grâce à des inconforts postopératoire moindres. Le principe de l'accouchement naturel décrit qu'une femme ayant donné naissance avec le moins d’interventions, a moins de risques de devoir subir une césarienne, un accouchement instrumentalisé (par ventouse ou forceps), une épisiotomie, ou encore de complications secondaires éventuelles liées à une perfusion intraveineuse ou à la péridurale (maux de tête ou de dos notamment).
Pour l’enfant, les techniques d'accouchement naturel prévoient de réduire l’exposition aux narcotiques et aux médicaments qui augmentent le travail. L'accouchement naturel a comme idéal de réduire les risques de séparer l’enfant de sa mère après l’accouchement, ce afin de favoriser le contact peau à peau immédiat avec la mère et l’allaitement durant les premières heures qui suivent l’accouchement. 

## Fondements philosophiques et psychologiques
D'après le témoignage de nombreuses femmes ayant fait l'expérience d'un accouchement naturel, celui-ci est vécu comme émancipant (en anglais, empowering). Une femme se sentant soutenue dans ses choix d'accouchement aura plus de chances de se sentir sereine par rapport à l’accouchement et confiante en ses futures capacités en tant que mère. Toujours d'après les témoignages, les femmes ont le sentiment d'avoir "réussi" leur accouchement lorsque les accompagnants médicaux restent dans leur rôle et accompagnent la naissance, plutôt que de l'accaparer par des gestes médicaux invasifs, ce qui conduit les femmes à se sentir dépossédées de la mise au monde de leur enfant. Ce sentiment semble avoir un impact sur l'établissement de la relation mère-enfant, le succès de l'allaitement et même la dépression post-partum.

## Techniques et méthodes
Le principe de base de l'accouchement naturel est, pour la parturiente, de laisser agir son corps. Les muscles de l'utérus travaillent alors de façon optimale pour permettre au fœtus de s'engager à son rythme dans le vagin. Aucune injonction n'est imposée à la femme en termes de position, de respiration ni de poussée.
Différentes méthodes sont mises en place durant l’accouchement pour aider la mère.
Les techniques de gestion de la douleur autres que la médicalisation comprennent :
- hypnonaissance ou accouchement sous hypnose ;
- hydrothérapie ;
- massage ;
- relaxation ;
- exercices de respiration ;
- vocalisation ;
- visualisation ;
- concentration ;
- travail et accouchement dans l'eau ;
- mouvement et recherche de positions confortables (par exemple, l’utilisation d’un ballon d’accouchement) ;
- thérapie utilisant le chaud et le froid (par exemple, utiliser des compresses chaudes et des bandes froides) ;
- avoir un soutien personnalisé durant le travail, tel d’une sage-femme ou une doula.

Les méthodes pour augmenter le travail sans médicalisation comprennent :
- l'élimination la peur grâce à une préparation préalable et une grande relaxation, la peur entraînant des phénomènes physiologiques permettant la fuite ou l'attaque au détriment du processus d'accouchement ;
- le changement de position permettant de trouver la position la plus confortable ;
- la position debout pour augmenter la pression du bébé sur le col de l’utérus, incluant la marche ou le fait de monter et descendre les escaliers.

## Préparation
Les techniques d’accouchement naturel peuvent être enseignées dans différents cours de préparation à la naissance. Plusieurs livres et certaines vidéos fournissent aussi des informations pour aider les femmes à se préparer. Une sage-femme ou une doula peut faire partie de la préparation pour un accouchement naturel comme service de soin prénatal. 

### Videographie
- Vivre Naturellement et Paisiblement la naissance Vidéo en français (2010)
- The Big Stretch Vidéo en anglais (2010)